# 프레디 개리티
프레디 개리티(Freddie Garrity, 아명은 프레더릭 개리티(Frederick Garrity)이며 나중에 프레디 개리티(Freddie Garrity)로 개명, 1936년 11월 14일 ~ 2006년 5월 19일)는 영국의 스탠더드 팝 음악 가수, 작사가, 영화배우, 뮤지컬 배우이다.

## 생애
영국 잉글랜드 그레이터맨체스터주 맨체스터 크럼프솔 구역 출생이며 1955년 솔로 가수 데뷔하였고 이듬해 1956년 보컬 음악 그룹 "Red Sox"의 보컬리스트로, 1년 후 1957년 보컬 음악 그룹 "John Norman Four"의 보컬리스트로, 이듬해 1958년 보컬 음악 그룹 "Kingfishers"의 보컬리스트로 활동하였으며 5년 후 1963년 보컬 음악 그룹 "Freddie & The Dreamers"의 리드 보컬리스트로 활동하였고 이어 같은 해 1963년에 "Freddie & The Dreamers"의 리드 보컬리스트라는 입장으로서 미국 보컬 음악 그룹 "The Four Tunes"가 오리지널 원곡으로 부른 《I understand》라는 곡을 리메이크하여 큰 히트를 하였으며 이어 같은 해 1963년 영국 영화 《What a crazy world》의 단역으로 영화배우 데뷔하였고 이듬해 1964년 영국 영화 《Every day's a holiday》에 조연하였으며 2년 후 1966년 뮤지컬 배우로도 데뷔하였다. 이후 텔레비전 드라마에서도 연기자로서 출연하였다.

### 가수 겸 배우 활동과 은퇴
그는 생전에 신장은 163cm이고 이처럼 단신이 비주얼이었지만 그는 생전 단신의 키라는 특정 비주얼과는 달리 폭 넓은 가창력과 뮤지컬 연기력으로 큰 호평을 받았던 그는 2000년에 "Freddie & The Dreamers"를 해체하고 이듬해 2001년에는 가수와 배우 등의 연예 분야에서 은퇴하였다.

### 사망
2006년 5월 19일 웨일스 귀네드 뱅고어에서 향년 70세로 사망하였다.

## 유명세
영국 여성 가수 겸 뮤지컬 배우 줄리 커빙턴(Julie Covington)과 아울러 영국 가수 겸 뮤지컬 배우의 위상적 표본으로 일컬어지는 그는 보통적으로 대한민국 국내에서는 영국 남성 보컬 팝 음악 그룹 "Freddie & The Dreamers"의 리드 보컬리스트라는 입장으로서 미국 보컬 음악 그룹 "The Four Tunes"가 오리지널 원곡으로 부른 《I understand》라는 곡을 리메이크하여 히트한 영국 스탠더드 팝 보컬리스트로 널리 잘 알려져 있기도 하다.